# William Trenckmann
William Andreas Trenckmann (Millheim, Texas, 23 augustus 1859 — Austin County, 22 maart 1935) was een Duits-Amerikaanse politicus, onderwijzer en prozaschrijver uit Texas.

## Biografie
Trenckmanns ouders Andreas Friedrich en Johanna Trenckmann emigreerden naar de Verenigde Staten na het einde van de Vormärz. Zijn vader begon een boerderij in de buurt van Cat Spring, dicht bij Millheim. Hij begon als leraar in Frelsburg en later in Shelby. Hij werkte daarna als journalist en redacteur voor een aantal Duitstalige kranten en richtte de wekelijkse courant Das Wochenblatt op in 1891. Deze Duitstalige krant werd tijdens de Eerste Wereldoorlog vrijgesteld van censuur op het gebied van oorlogsnieuws.
Trenckmann was een liberaal en tegenstander van de drooglegging en wettelijke vastlegging van de zondagsrust. Ook distantieerde hij zich van de Ku Klux Klan en het nationaalsocialisme. Voor de Democratische Partij was hij van 1907 tot 1909 vertegenwoordiger van het district Austin in het Texaanse huis van afgevaardigen, maar trad voortijdig af in zijn tweede termijn.
Ook was hij productief als schrijver van Duitse fictie. Tot zijn bekendere werken behoort Die Lateiner am Possum Creek uit 1907.

## Verwijzingen
- (en) Legislative Reference Library of Texas, "William Andreas Trenckmann"
- (en) Clara Trenckmann Studer, "TRENCKMANN, WILLIAM ANDREAS," Handbook of Texas Online
- (en)  Walter L. Buenger, Walter D. Kamphoefner, Preserving German Texan Identity: Reminiscences of William A. Trenckmann, 1859–1935
- (en)  Emily L. Goss, Joseph C. Salmons, The evolution of a Bilingual Discourse Marking System: Modal particles and English markers in German-American dialects*

- Gemeinsame Normdatei: 1173213147
- International Standard Name Identifier: 0000 0000 2979 5266
- Library of Congress Control Number: n88673019
- Virtual International Authority File: 72978738
- WorldCat: E39PBJghkQ3tPc6HbPkw8wVjYP